# Keting (Jombang)
Keting is een bestuurslaag in het regentschap Jember van de provincie Oost-Java, Indonesië. Keting telt 6545 inwoners (volkstelling 2010).